# Conferência de Lausana (1949)
A Conferência de Lausana (Lausanne) ocorreu entre 27 de abril e 12 de setembro de 1949, em Lausana, Suíça, por inciativa da Commissão de Conciliação das Nações Unidas, criada pela Resolução 194 da Assembleia Geral da ONU, para pôr fim à Guerra Árabe-Israelense de 1948.

## Histórico
Paralelamente às negociações dos armistícios, confiadas a Ralph Bunche após o assassinato de Folke Bernadotte, a Assembleia Geral das Nações Unidas decidiu criar uma Comissão de Conciliação para a Palestina (Resolução 194 de 11 de dezembro de 1948), cujo objetivo era o de discutir com as partes interessadas as condições para colocar um fim no conflito israelo-árabe.